# Paguristes hewatti
Paguristes hewatti är en kräftdjursart som beskrevs av Ed F. Wass 1963. Paguristes hewatti ingår i släktet Paguristes och familjen Diogenidae. Inga underarter finns listade i Catalogue of Life.